# 46,XX男性症候群
XX男性症候群，也稱為德拉夏佩爾症候群（de la Chapelle syndrome），是一種罕見的間性狀況，指具有46,XX染色體核型的個體發育出男性表型。XX男性症候群的同義詞包括46,XX性分化疾患（46,XX DSD）。 
在90%的病例中，該症候群是由Y染色體上的SRY基因引起的，該基因負責觸發男性生殖系統的發育。在父親的减数分裂過程中，X和Y染色體的偽體染色體區域進行基因重組時，SRY基因異常地被包含在內。當帶有SRY基因的X染色體在受精過程中與來自母親的正常X染色體結合時，結果便形成XX男性。SRY陰性的XX男性是較少見的情況，這可能由於常染色体或X染色體基因的突變所引起。XX男性的男性化程度具有可變性。